# Ћустендилска епархија
Ћустендилска епархија је била епархија Српске православне цркве и Бугарске православне цркве.

## Историјат
Данашњи град Ћустендил у југозападној Бугарској звао се у средњем вијеку Велбужд и био је сједиште епископије, која се по њему називала велбушка, а касније и бањска, коласијска и ћустендилска. Велбушка епископија спомиње се 1018. међу епископијама Охридске архиепископије, а обухватала је, поред Велбужда, и градове: Сонтеск, Германеја, Теример, Стоб, Доњи Сонтеск и Разлог, дакле крајеве око Горње Струме и одатле на југоисток, све до извора Месте. Из доба касније бугарске и српске владавине над Велбуждом није познато ништа о епископији у њему, и ако је несумњиво, да је постојала и имала сједиште у Бањи велбушкој (Калиник, епископ бањски, спомиње се 1350), у којој је и Константин Дејановић имао своју столицу, па су је по њему и прозвали Турци Ћустендил (Константинова бања).
Чешће спомене о тој епископији срећемо тек у 16. вијеку (Ромил, епископ бањски, 1532), а нарочито откад је обновљена Пећка патријаршија (1557). Од тога доба, поред имена бањски, долази врло често и назив коласијски, по тадашњем називу града у близини Бање, а затим и кратовски и штипски, по мјестима, која су у 17. и 18. вијеку потпадала под ту епископију, и неко вријеме служила као сједишта појединих ћустендилских епископа. За све вријеме, док је ћустендилска епархија потпадала под српску Пећку патријаршију, обухватала је она све крајеве од старог Велбужда и Радомира на југ, до Штипа и Радовишта, па је тако готово неизмијењено остало и под Цариградском патријаршијом.

## Бугарска егзархија
Године 1870, цијела ћустендилска епархија дошла је у састав новоустановљене бугарске егзархије, али је с оснивањем бугарске кнежевине раздијељена 1878. на два дијела. Јужни дио, с Кратовом и Штипом, остао је под Турцима и сједињен је углавном са скопском егзархијском епископијом, а сјеверни дио, са Ћустендилом и Радомиром, постојао је као наставак старе епископије до смрти затеченог, при диоби, на њој епископа (1884), а затим је сједињен са софијском епископијом.
Када је 1776. године укинута Пећка патријаршија и ћустендилска епархија је дошла под власт и утицај грчке Цариградске патријаршије, док 1879. није постала саставни дио бугарске егзархије.

## Епископи
За вријеме потчињености ћустендилске епархије Пећкој патријаршији од 16. до 18. вијека помињу се у изворима ови њени епископи:
- Висарион (1585),
- Макарије (1619),
- Ананије (1630),
- Јосиф (1642),
- Пуспун(?) (1644),
- Михајло (1652—1660),
- Ананије (1666),
- Висарион (1690),
- Данило (1700—1709),
- Јефрем (1712—1728),
- Атанасије (1732),
- Серапион (1757) и
- Гаврило (1766).